# Skifa Kahla

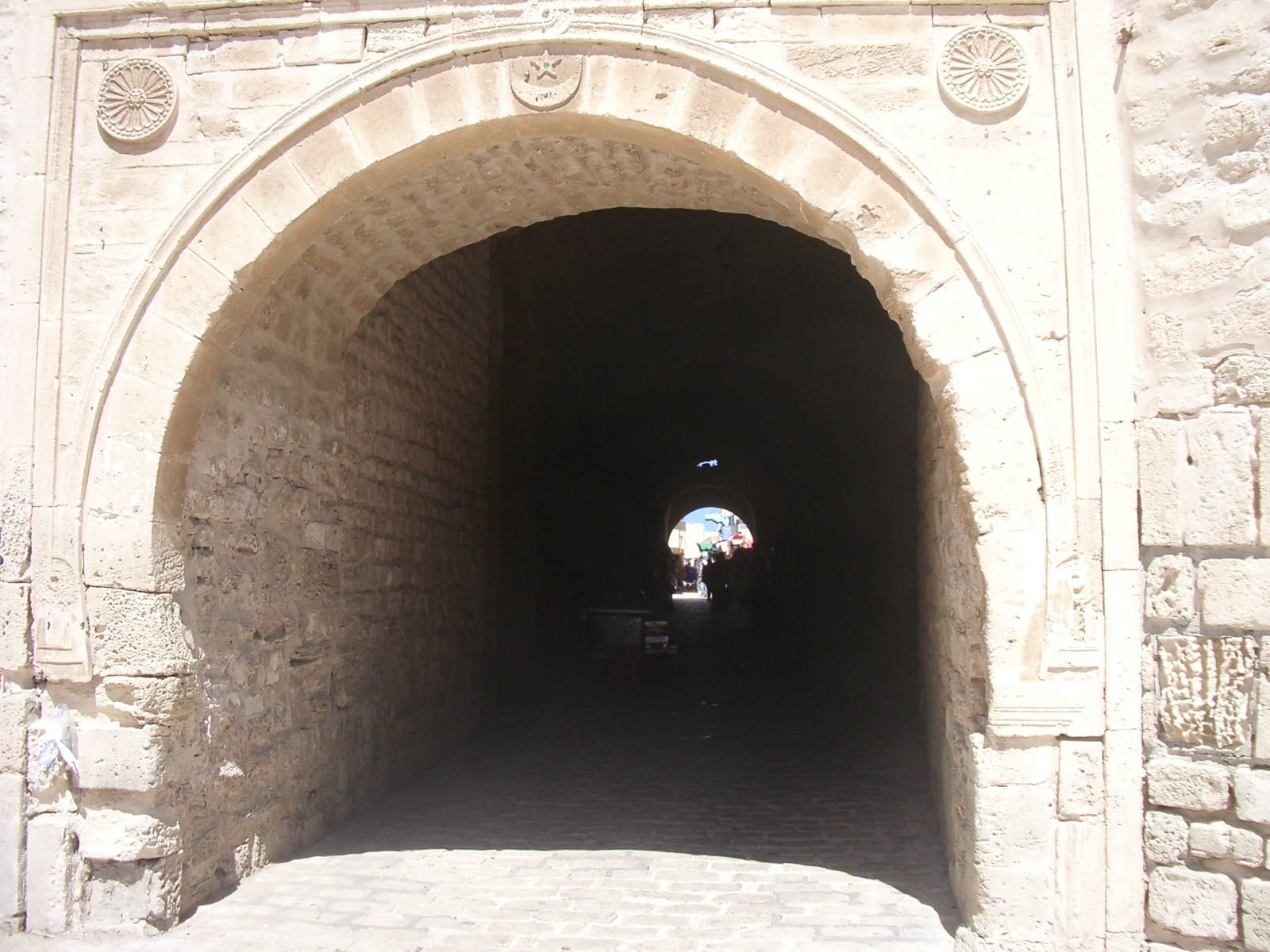
Skifa Kahla

La Skifa Kahla (àrab: السقيفة الكحلة, as-Saqīfa al-Kaḥla o باب زويلة, Bāb Zuwayla) és una gran porta fortificada de la ciutat de Mahdia a Tunísia, reconstrucció al segle xvi de la porta original de la ciutat que fou destruïda pels espanyols quan es van retirar de la ciutat el 1554. Encara queden restes del mur de 10,8 metres que formava la muralla de Mahdia. La porta, que dona a una plaça, té 35 metres de llarg i obre a la ciutat vella, zona de comerç tradicional, amb mesquites, edificis, llocs públics i les cases principals de la ciutat, i al final la fortalesa de Bordj el Kebir. Té al damunt una torre (la Torre Obscura) a la que es pot pujar des de l'edifici del Museu de Mahdia (adjacent a la Skifa) amb magnífiques vistes sobre la ciutat, el Ras Ifriqya, i el port.